# Golden Globe Awards 1963
Die 20. Verleihung der Golden Globe Awards fand am 5. März 1963 statt.

## Gewinner und Nominierte

### Bester Film – Drama
Lawrence von Arabien (Lawrence of Arabia) – Regie: David Lean
- Der Chapman-Report (The Chapman Report) – Regie: George Cukor
- Der Inspektor (The Inspektor) – Regie: Philip Dunne
- Der längste Tag (The Longest Day) – Regie: Ken Annakin, Andrew Marton, Bernhard Wicki, Darryl F. Zanuck
- Die Tage des Weines und der Rosen (Days of Wine and Roses) – Regie: Blake Edwards
- Freud (Freud: The Secret Passion) – Regie: John Huston
- Hemingways Abenteuer eines jungen Mannes (Hemingway’s Adventures of a Young Man) – Regie: Martin Ritt
- Licht im Dunkel (The Miracle Worker) – Regie: Arthur Penn
- Meuterei auf der Bounty (Mutiny on the Bounty) – Regie: Lewis Milestone
- Wer die Nachtigall stört (To Kill a Mockingbird) – Regie: Robert Mulligan

### Bester Film – Komödie
Ein Hauch von Nerz (That Touch of Mink) – Regie: Delbert Mann
- ... gefrühstückt wird zu Hause (If a Man Answers) – Regie: Henry Levin
- Sexy! (Boys’ Night Out) – Regie: Michael Gordon
- Liebenswerte Gegner (The Best of Enemies) – Regie: Guy Hamilton
- Zeit der Anpassung (Period of Adjustment) – Regie: George Roy Hill

### Bester Film – Musical
Music Man (The Music Man) – Regie: Morton DaCosta
- Die Wunderwelt der Gebrüder Grimm (The Wonderful World of the Brothers Grimm) – Regie: Henry Levin, George Pal
- Girls! Girls! Girls! – Regie: Norman Taurog
- Gypsy – Königin der Nacht (Gypsy) – Regie: Mervyn LeRoy
- Spiel mit mir (Billy Rose’s Jumbo) – Regie: Charles Walters

### Bester Film zur Förderung der Völkerverständigung
Wer die Nachtigall stört (To Kill a Mockingbird) – Regie: Robert Mulligan
- Liebenswerte Gegner (The Best of Enemies) – Regie: Guy Hamilton
- Männer, die das Leben lieben (The Interns) – Regie: David Swift

### Beste Regie
David Lean – Lawrence von Arabien (Lawrence of Arabia)
- George Cukor – Der Chapman-Report (The Chapman Report)
- Morton DaCosta – Music Man (The Music Man)
- Blake Edwards – Die Tage des Weines und der Rosen (Days of Wine and Roses)
- John Frankenheimer – Botschafter der Angst (The Manchurian Candidate)
- John Huston – Freud (Freud: The Secret Passion)
- Stanley Kubrick – Lolita
- Mervyn LeRoy – Gypsy – Königin der Nacht (Gypsy)
- Robert Mulligan – Wer die Nachtigall stört (To Kill a Mockingbird)
- Martin Ritt – Hemingways Abenteuer eines jungen Mannes (Hemingway’s Adventures of a Young Man)
- Ismael Rodríguez – Los Hermanos Del Hierro

### Bester Darsteller – Drama
Gregory Peck – Wer die Nachtigall stört (To Kill a Mockingbird)
- Bobby Darin – Die Sprache der Gewalt (Pressure Point)
- Jackie Gleason – Gigot, der Stumme vom Montmartre (Gigot)
- Laurence Harvey – Die Wunderwelt der Gebrüder Grimm (The Wonderful World of the Brothers Grimm)
- Burt Lancaster – Der Gefangene von Alcatraz (Birdman of Alcatraz)
- Jack Lemmon – Die Tage des Weines und der Rosen (Days of Wine and Roses)
- James Mason – Lolita
- Paul Newman – Süßer Vogel Jugend (Sweet Bird of Youth)
- Peter O’Toole – Lawrence von Arabien (Lawrence of Arabia)
- Anthony Quinn – Lawrence von Arabien (Lawrence of Arabia)

### Beste Darstellerin – Drama
Geraldine Page – Süßer Vogel Jugend (Sweet Bird of Youth)
- Anne Bancroft – Licht im Dunkel (The Miracle Worker)
- Bette Davis – Was geschah wirklich mit Baby Jane? (What Ever Happened to Baby Jane?)
- Katharine Hepburn – Eines langen Tages Reise durch die Nacht (Long Day’s Journey into Night)
- Glynis Johns – Der Chapman-Report (The Chapman Report)
- Melina Mercouri – Phaedra
- Lee Remick – Die Tage des Weines und der Rosen (Days of Wine and Roses)
- Susan Strasberg – Hemingways Abenteuer eines jungen Mannes (Hemingway's Adventures of a Young Man)
- Shelley Winters – Lolita
- Susannah York – Freud (Freud: The Secret Passion)

### Bester Darsteller – Musical oder Komödie
Marcello Mastroianni – Scheidung auf italienisch (Divorzio all’ italiana)
- Stephen Boyd – Spiel mit mir (Billy Rose's Jumbo)
- Jimmy Durante – Spiel mit mir (Billy Rose's Jumbo)
- Cary Grant – Ein Hauch von Nerz (That Touch of Mink)
- Charlton Heston – Es begann in Rom (The Pigeon That Look Rome)
- Karl Malden – Gypsy – Königin der Nacht (Gypsy)
- Robert Preston – Music Man (The Music Man)
- Alberto Sordi – Liebenswerte Gegner (The Best of Enemies)
- James Stewart – Mr. Hobbs macht Ferien (Mr. Hobbs Takes a Vacation)

### Beste Darstellerin – Musical oder Komödie
Rosalind Russell – Gypsy – Königin der Nacht (Gypsy)
- Doris Day – Spiel mit mir (Billy Rose's Jumbo)
- Jane Fonda – Zeit der Anpassung (Period of Adjustment)
- Shirley Jones – Music Man (The Music Man)
- Natalie Wood – Gypsy – Königin der Nacht (Gypsy)

### Bester Nebendarsteller
Omar Sharif – Lawrence von Arabien (Lawrence of Arabia)
- Ed Begley – Süßer Vogel Jugend (Sweet Bird of Youth)
- Victor Buono – Was geschah wirklich mit Baby Jane? (What Ever Happened to Baby Jane?)
- Harry Guardino – Es begann in Rom (The Pigeon That Look Rome)
- Ross Martin – Der letzte Zug (Experiment in Terror)
- Paul Newman – Hemingways Abenteuer eines jungen Mannes (Hemingway’s Adventures of a Young Man)
- Cesar Romero – ... gefrühstückt wird zu Hause (If a Man Answers)
- Telly Savalas – Der Gefangene von Alcatraz (Birdman of Alcatraz)
- Peter Sellers – Lolita
- Harold J. Stone – Der Chapman-Report (The Chapman Report)

### Beste Nebendarstellerin
Angela Lansbury – Botschafter der Angst (The Manchurian Candidate)
- Patty Duke – Licht im Dunkel (The Miracle Worker)
- Hermione Gingold – Music Man (The Music Man)
- Shirley Knight – Süßer Vogel Jugend (Sweet Bird of Youth)
- Susan Kohner – Freud (Freud: The Secret Passion)
- Gabriella Pallotta – Es begann in Rom (The Pigeon That Look Rome)
- Martha Raye – Spiel mit mir (Billy Rose’s Jumbo)
- Kay Stevens – Männer, die das Leben lieben (The Interns)
- Jessica Tandy – Hemingways Abenteuer eines jungen Mannes (Hemingway’s Adventures of a Young Man)
- Tarita Teriipaia – Meuterei auf der Bounty (Mutiny on the Bounty)

### Bester Nachwuchsdarsteller
Keir Dullea – David und Lisa (David and Lisa)

Peter O’Toole – Lawrence von Arabien (Lawrence of Arabia)

Omar Sharif – Lawrence von Arabien (Lawrence of Arabia)
Terence Stamp – Die Verdammten der Meere (Billy Budd)
- Paul Wallace – Gypsy – Königin der Nacht (Gypsy)

### Beste Nachwuchsdarstellerin
Patty Duke – Licht im Dunkel (The Miracle Worker)

Sue Lyon – Lolita

Rita Tushingham – Bitterer Honig (A Taste of Honey)
- Daliah Lavi – Zwei Wochen in einer anderen Stadt (Two Weeks in Another Town)
- Janet Margolin – David und Lisa (David and Lisa)
- Suzanne Pleshette – Abenteuer in Rom (Rome Adventure)

### Beste Kamera (Schwarzweißfilm)
Jean Bourgoin, Henri Persin, Walter Wottitz – Der längste Tag (The Longest Day)

### Beste Kamera (Farbfilm)
Freddie Young – Lawrence von Arabien (Lawrence of Arabia)

### Beste Filmmusik
Elmer Bernstein – Wer die Nachtigall stört (To Kill a Mockingbird)
- Maurice Jarre – Lawrence von Arabien (Lawrence of Arabia)
- Bronislaus Kaper – Meuterei auf der Bounty (Mutiny on the Bounty)
- Franz Waxman – Taras Bulba
- Meredith Willson – Music Man (The Music Man)

### Bester fremdsprachiger Film
Scheidung auf italienisch (Divorzio all’ italiana), Italien – Regie: Pietro Germi
- Liebenswerte Gegner (The Best of Enemies), Italien – Regie: Guy Hamilton
- Sonntage mit Sybill (Les Dimanches de Ville d'Avray), Frankreich – Regie: Serge Bourguignon

## Cecil B. DeMille Award
Bob Hope

## Miss Golden Globe
- Eva Six  und Donna Douglas